# Delias caliban
Delias caliban är en fjärilsart som beskrevs av Grose-smith 1897. Delias caliban ingår i släktet Delias och familjen vitfjärilar. Inga underarter finns listade i Catalogue of Life.